# Josué Pesqueira
Josué Pesqueira (Valongo, Portugal, 17 de septiembre de 1990) es un futbolista portugués que juega de centrocampista en el Coritiba Foot Ball Club del Campeonato Brasileño de Serie B. Ha sido internacional con la selección de fútbol de Portugal en cinco ocasiones.

## Carrera

### Primeros años y Paços
Nacido en Valongo, en el distrito de Oporto, Josué se unió a la cantera del FC Oporto a la edad de nueve años. Pasó sus dos primeras temporadas como profesional cedido en el SC Covilhã y el FC Penafiel de la Segunda División de Portugal y en el VVV-Venlo neerlandés.
En verano de 2011, Josué fue liberado por el Oporto tras únicamente dos apariciones oficiales con el club, ambas en la Taça da Liga. El centrocampista fichó por el FC Paços de Ferreira, debutando en la Primeira Liga el 17 de septiembre y jugando los 90 minutos completos en la derrota por 1-0 ante el Nacional de Madeira. En su segunda campaña disputó 23 apariciones en la liga, 18 como titular, y ayudó al equipo a finalizar la temporada en tercer lugar, clasificándose para la Liga de Campeones de la UEFA, y siendo elegido Mejor Jugador Joven en la competencia en el proceso.

### Vuelta al Oporto
Josué acordó regresar a su antiguo equipo el 29 de mayo de 2013, firmando un contrato de cuatro años con el FC Oporto y uniéndose a las órdenes del director técnico Paulo Fonseca, quien había sido su entrenador durante su estancia en el Paços. El 10 de agosto ingresó como suplente en la victoria por 3-0 sobre el Vitória de Guimarães en la Supertaça Cândido de Oliveira, y marcó su primer gol para el club una semana más tarde, anotando de penalti en la victoria por 3-1 ante el Vitória de Setúbal.
El FC Oporto decidió dejar marchar a Josué como cedido durante 18 meses, recalando en el Bursaspor de la Superliga de Turquía. El 30 de agosto de 2014 debutó en la competición al entrar como sustituto en la derrota por 0-2 en casa ante el Galatasaray SK. Josué ayudó al equipo a llegar a la final de la Copa de Turquía gracias al doblete marcado en la derrota a domicilio ante el Samsunspor por 3-2 el 24 de diciembre de 2014, durante la fase de grupos de la competición. El 26 de enero de 2016 regresó a Portugal y fue cedido al SC Braga por el resto de la temporada, anotando el segundo tanto contra el Oporto en la final de la Taça de Portugal acontecida el 22 de mayo de 2016, donde el resultado final se decidió en la tanda de penaltis y culminó con la victoria del Braga por 2-4.
El 23 de agosto de 2016, Josué regresó a Turquía y se unió al Galatasaray en condición de préstamo durante una temporada. Marcó su primer gol con el equipo de Estambul el 25 de diciembre, cerrando una victoria en casa por 5-1 ante el Alanyaspor seis minutos después de reemplazar a Eren Derdiyok.

### Periplo por Turquía e Israel
Josué dejó el Oporto en agosto de 2017 y firmó un contrato de dos años con el Osmanlıspor, de la máxima división de Turquía. Después de haber jugado únicamente nueve partidos, el centrocampista fue puesto en libertad en diciembre del mismo año y reanudó su carrera en julio del año siguiente con un contrato de la misma duración con el Akhisar Belediyespor. Su equipo terminó subcampeón de la Copa de Turquía frente al Galatasaray, con Josué anotando en ambos partidos en la victoria global por 5-2 sobre el Kasımpaşa SK en los cuartos de final. Sin embargo, en junio de 2019, tras ser relegado, rompió sus vínculos con la entidad turca.
En septiembre de 2019, Josué fichó por Hapoel Be'er Sheva FC de la Liga premier israelí por dos años, uniéndose a su compatriota Miguel Vítor. Más tarde junto a David Simão se alzaron con la Copa de Israel durante su primera temporada, marcando en las semifinales ante el Bnei Yehuda Tel Aviv el 10 de junio y en la victoria final por 2-0 sobre el Maccabi Petah Tikva el 13 de julio. Josué y Vítor redujeron a la mitad sus salarios en mayo de 2020 para permanecer en Israel un año más. Diez meses después extendió su estancia una temporada más.

### Éxitos en Polonia
El 21 de junio de 2021, Josué firmó junto al defensa sueco Mattias Johansson un contrato de dos años con el Legia de Varsovia de la Ekstraklasa de Polonia, jugando junto a sus compatriotas André Martins y Rafael Lopes. Su papel en el club varsoviano fue clave desde el primer momento, siendo el máximo asistente del campeonato con 14 asistencias. En la siguiente temporada anotó 12 goles, tres de ellos como hat-trick en la victoria por 2–5 ante el Jagiellonia Białystok, además de realizar seis asistencias para los Wojskowi, siendo nombrado mejor centrocampista del torneo. El 27 de mayo de 2023 anunció su prolongación del contrato un año más, hasta junio de 2024. Nombrado capitán del equipo, Josué anotó nueve goles y dio cinco asistencias de gol durante su última temporada en Polonia, después de hacer oficial que no ampliaría su vinculación con el Legia para la campaña siguiente.

### Carrera posterior
El 15 de agosto de 2024 se anunció su fichaje por el Coritiba Foot Ball Club, descendido la temporada anterior al Campeonato Brasileño de Serie B, hasta diciembre de 2025.

## Carrera internacional
Josué disputó 26 partidos con las categorías inferiores de Portugal, incluyendo 17 encuentros con la selección sub-21. Hizo su debut con la selección absoluta el 11 de octubre de 2013, jugando 21 minutos contra Israel en el empate 1-1 en casa para las eliminatorias de la Copa Mundial de la FIFA 2014.
En el partido de vuelta de los play-offs ante Suecia el 19 de noviembre, Josué realizó un corte de manga hacia la afición contraria mientras celebraba la clasificación de su país al Mundial tras el pitido final.

## Clubes
| Club                 | País         | Año       | Partidos | Goles |
| -------------------- | ------------ | --------- | -------- | ----- |
| FC Oporto            | Portugal     | 2009-2011 | 0        | 0     |
| SC Covilhã (cedido)  | Portugal     | 2009      | 5        | 1     |
| FC Penafiel (cedido) | Portugal     | 2010      | 14       | 1     |
| VVV-Venlo (cedido)   | Países Bajos | 2010-2011 | 13       | 0     |
| FC Paços de Ferreira | Portugal     | 2011-2013 | 42       | 0     |
| FC Oporto            | Portugal     | 2013-2017 | 20       | 4     |
| Bursaspor (cedido)   | Turquía      | 2014-2016 | 44       | 7     |
| SC Braga (cedido)    | Portugal     | 2016      | 12       | 2     |
| Galatasaray (cedido) | Turquía      | 2016-2017 | 25       | 2     |
| Osmanlıspor          | Turquía      | 2017-2018 | 9        | 0     |
| Akhisar Belediyespor | Turquía      | 2018-2019 | 20       | 2     |
| Hapoel Be'er Sheva   | Israel       | 2019-2021 | 53       | 13    |
| Legia de Varsovia    | Polonia      | 2021-2024 | 94       | 23    |
| Coritiba FC          | Brasil       | 2024-     |          |       |

## Palmarés
FC Oporto
- Supercopa de Portugal (1): 2013

SC Braga
- Copa de Portugal (1): 2015/16

Hapoel Be'er Sheva
- Copa de Israel (1): 2019/20

Legia de Varsovia
- Copa de Polonia (1): 2023
- Supercopa de Polonia (1): 2023